# Дршковци
Дршковци су насељено место у саставу града Пожеге, у Славонији, Република Хрватска.

## Становништво
На попису становништва 2011. године, Дршковци су имали 411 становника.

## Попис1991.
На попису становништва 1991. године, насељено место Дршковци је имало 378 становника, следећег националног састава:
| Попис 1991.‍  | Попис 1991.‍  | Попис 1991.‍ | Попис 1991.‍ | Попис 1991.‍ |
| ------------ | ------------ | ----------- | ----------- | ----------- |
|              |              |             |             |             |
| Хрвати       | Хрвати       |             | 330         | 87,30%      |
| Срби         | Срби         |             | 27          | 7,14%       |
| Југословени  | Југословени  |             | 5           | 1,32%       |
| неопредељени | неопредељени |             | 8           | 2,11%       |
| регион. опр. | регион. опр. |             | 1           | 0,26%       |
| непознато    | непознато    |             | 7           | 1,85%       |
| укупно: 378  |              |             |             |             |